# Ivars de Noguera
Ivars de Noguera település Spanyolországban, Lleida tartományban. Ivars de Noguera Os de Balaguer, Algerri, Alfarràs, Castillonroy és Baldellou községekkel határos. Lakosainak száma 318 fő (2024).

## Népesség
A település népessége az utóbbi években az alábbiak szerint változott:
| Lakosok száma | 84   | 477  | 567  | 402  | 364  | 353  | 360  | 350  | 334  | 318  |
|               | 1717 | 1900 | 1940 | 1960 | 1986 | 2005 | 2010 | 2014 | 2019 | 2024 |